# Alexei Dmitrijewitsch Schtschiborin
Alexei Dmitrijewitsch Schtschiborin (russisch Алексей Дмитриевич Щиборин; * 1912; † 1988) war ein sowjetischer Botschafter.

## Leben
Schtschiborin war von 1939 bis 1941 beim Volkskommissariat der UdSSR beschäftigt.
Er war von 1941 bis 1943 zunächst zweiter, später erster Botschaftssekretär in London. 1944 wurde er in London zum Botschaftsrat befördert. Von 1948 bis 1953 wurde er im sowjetischen Außenministerium beschäftigt.
Von 1953 bis 1954 war er als Gesandter Botschaftsrat der sowjetischen Botschaft in Neu-Delhi akkreditiert.
Von 1959 bis 1962 war er Stellvertreter des Leiters der Abteilung Mittlerer Osten im Außenministerium.
Von 1962 bis 1968 leitete er die Abteilung Mittlerer Osten im Außenministerium.
Von 1974 bis 1979 wurde er im Außenministerium beschäftigt.